# Irlanda nos Jogos Olímpicos de Verão de 1960
A Irlanda competiu nos Jogos Olímpicos de Verão de 1960, realizados em Roma, Itália.